# 室矢芳隆
室矢芳隆（日语：／ Muroya Yoshitaka，1930年4月6日—），日本前男子中长跑运动员。他曾参加1952年夏季奥运会和1956年夏季奥运会比赛，还曾获得1954年亚洲运动会和1958年亚洲运动会男子800米金牌。